# Марущак, Алина Анатольевна
Алина Анатольевна Марущак (укр. Аліна Анатоліївна Марущак; род. 6 марта 1997, Пилипы-Хребтиевские, Хмельницкая область) — украинская тяжелоатлетка, выступающая в весовой категории до 81 килограмма. Чемпионка Украины, чемпионка Европы 2021 года, чемпионка мира 2021.

## Биография
Алина Марущак родилась 6 марта 1997 года. На внутренних соревнованиях она представляет Хмельницкую область.

## Карьера
Алина Марущак завоевала золотую медаль чемпионата Украины в весовой категории до 71 килограмма, подняв 217 килограммов: 99 в рывке и 118 в толчке.
В октябре 2019 года Алина Марущак участвовала на чемпионате Европы по тяжёлой атлетике среди девушек до 23 лет в весовой категории до 71 килограмма. Украинская тяжелоатлетка выиграла соревнования в рывке, подняв 101 килограмм, а в толчке начала с более низкого веса, чем главная соперница Анастасия Анзорова из России, и в итоге стала второй и в толчке, и в сумме. Марущак успешно подняла все три попытки на 111, 117 и 124 килограмма.
В августе 2020 года во время пандемии коронавируса Марущак приняла участие в весовой категории до 81 килограмма на онлайн-чемпионате, организованным совместно федерацией тяжёлой атлетики Узбекистана и Международной федерацией. Украинка стала бронзовым призёром, уступив австралийке Эйлин Чекаматани и венесуэлке Даяне Черонес. Марущак подняла 106 килограммов в рывке и 136 кг в толчке.
Алина Марущак вошла в состав сборной Украины на чемпионат Европы 2021 года в Москве в весовой категории до 81 кг. С результатом 236 килограммов стала чемпионкой Европы. В упражнении «рывок» с весом на штанге 109 кг она завоевала малую золотую медаль, а в упражнении «толчок» с весом 127 килограммов она взяла малую бронзовую медаль.
На чемпионате мира 2022 года в Боготе, в Колумбии в категории до 81 кг Алина стала шестой по сумме двух упражнений с результатом 256 кг и завоевала малую серебряную медаль в рывке (119 кг).